# Episodi di Spooksville
La prima stagione della serie televisiva Spooksville è stata trasmessa dal 26 ottobre 2013 al 17 maggio 2014 sul canale Hub Network.
In Italia la serie è trasmessa dal 6 dicembre 2014 su Rai Gulp.
| nº | Titolo originale         | Titolo italiano                     | Pubblicazione USA | Prima TV Italia |
| -- | ------------------------ | ----------------------------------- | ----------------- | --------------- |
| 1  | The Secret Path (Part 1) | Il sentiero segreto - Prima parte   | 26 ottobre 2013   | 6 dicembre 2014 |
| 2  | The Secret Path (Part 2) | Il sentiero segreto - Seconda parte | 26 ottobre 2013   |                 |
| 3  | The Howling Ghost        | Il mistero del faro                 | 30 ottobre 2013   |                 |
| 4  | The Haunted Cave         | La grotta degli spettri             | 2 novembre 2013   |                 |
| 5  | The Evil House           | La casa del diavolo                 | 9 novembre 2013   |                 |
| 6  | The Thing in the Closet  | Un vero eroe                        | 16 novembre 2013  |                 |
| 7  | The Fire Inside          | Il fuoco dentro                     | 23 novembre 2013  |                 |
| 8  | The Wishing Stone        | La pietra dei desideri              | 30 novembre 2013  |                 |
| 9  | The Wicked Cat           | La maledizione del gatto nero       | 7 dicembre 2013   |                 |
| 10 | The No-Ones              | Nessuno                             | 14 dicembre 2013  |                 |
| 11 | The Dark Corner          | L'angolo oscuro                     | 21 dicembre 2013  |                 |
| 12 | Shell Shock              | Il tesoro di Jack Black             | 8 marzo 2014      |                 |
| 13 | Flowers of Evil          | I fiori del male                    | 15 marzo 2014     |                 |
| 14 | Phone Fear               | Paura al telefono                   | 22 marzo 2014     |                 |
| 15 | Critical Care            | Terapia intensiva                   | 29 marzo 2014     |                 |
| 16 | Blood Drive              | Il ballo del vampiro                | 5 aprile 2014     |                 |
| 17 | Fathers and Sons         | Padri e figli                       | 12 aprile 2014    |                 |
| 18 | Gnome Alone              | Gnomo solitario                     | 19 aprile 2014    |                 |
| 19 | Oh Monster My Monster    | Mostro, il mio mostro!              | 26 aprile 2014    |                 |
| 20 | The Maze                 | Il labirinto                        | 3 maggio 2014     |                 |
| 21 | Run                      | Scappa                              | 10 maggio 2014    |                 |
| 22 | Stone                    | La pietra                           | 17 maggio 2014    |                 |